# Karankawa (langue)
Cet article concerne la langue karankawa. Pour le peuple karankawa, voir Karankawas.
Le karankawa est une langue amérindienne isolée parlée dans le Sud du Texas, aux États-Unis, par les Karankawas.
La langue est éteinte depuis le XIXe siècle.

## Connaissance de la langue
Le karankawa est connu seulement par quelques vocabulaires. Le plus ancien, qui date de 1688, est celui des frères Talon, deux Français capturés par les « Clamcoehs » qui vivaient près de la baie de Matagorda. Un autre Français, Jean Béranger recueille quelques mots en 1720. Au XIXe siècle, le Mexicain Rafael Chowell fait de même.
Notre connaissance de la langue vient surtout d'Albert Samuel Gatschet qui, entre 1884 et 1888, rencontre des locuteurs du karankawa.

## Classification
Le karankawa, comme la plupart des langues du Texas méridional et du Nord-Est du Mexique, est considéré comme une langue isolée. Cependant, Edward Sapir, l'a inclus en 1929, dans son hypothèse du coahuiltecan, rattaché aux langues hokanes.